# Käthe Wolf
Katherine Maria Wolf (geboren 2. Juni 1907 in Wien, Österreich-Ungarn; gestorben Dezember 1967 in New York City) war eine österreichisch-US-amerikanische Kinderpsychologin.

## Leben
Käthe Wolf war die Tochter von Julius Wolf und Sidonie Braun. Sie studierte ab 1926 an der Universität Wien und gehörte bald zum Mitarbeiterkreis um Karl Bühler und Charlotte Bühler. 1929 besuchte sie mit den beiden den IX. Internationalen Kongress für Psychologie, der an der Yale University in New Haven durchgeführt wurde. Sie wurde 1929 bei Karl Bühler promoviert und blieb in dessen Umkreis tätig.
Wolf emigrierte nach dem Anschluss Österreichs 1938 in die Schweiz, wo sie 1939 am Institut Jean-Jacques Rousseau in Genf Beschäftigung fand. 1941 floh sie in die USA. In New York war sie von 1944 bis 1946 Mitarbeiterin in dem von Paul Lazarsfeld eingerichteten Bureau of Applied Social Research. Ab 1949 lehrte sie Kinderpsychologie an der Yale University, ab 1950 als Assistant Professor, ab 1953 als Associate Professor. Von 1950 bis 1952 nahm sie einen Lehrauftrag an der Graduate School des City College of New York wahr. René A. Spitz produzierte mit ihr eine Serie von Lehrfilmen zur kindlichen Entwicklung.

## Schriften (Auswahl)
- mit Hildegard Hetzer: Babytests : eine Testserie für das erste Lebensjahr. In: Zeitschrift für Psychologie, 107. 1928, S. 62–104
- The controversial problem of discipline. New York : Child Study Association of America, 1955
- As your child grows: the first eighteen months. New York : Child Study Association of America, 1953

Film
- René A. Spitz mit Katherine M. Wolf: Genesis of emotions. New York University Film Library
- René A. Spitz mit Katherine M. Wolf: Grief, a peril in infancy. New York University Film Library, 1947
- René A. Spitz mit Katherine M. Wolf: The smile of the baby. New York University Film Library, 1948
- René A. Spitz mit Katherine M. Wolf: Shaping the personality : (the role of mother-child relations in infancy) : a film. New York University Film Library, 1953